# Saint-Léger-Triey
Saint-Léger-Triey település Franciaországban, Côte-d’Or megyében. Lakosainak száma 250 fő (2022. január 1.). Saint-Léger-Triey Marandeuil, Lamarche-sur-Saône, Cirey-lès-Pontailler, Drambon, Étevaux és Pontailler-sur-Saône községekkel határos.

## Népesség
A település népessége az elmúlt években az alábbi módon változott:
| Lakosok száma | 104  | 105  | 146  | 191  | 248  | 267  | 252  | 243  | 245  | 250  |
|               | 1968 | 1982 | 1990 | 2006 | 2013 | 2015 | 2017 | 2019 | 2020 | 2022 |